# Пятин, Сергей Витальевич
Сергей Витальевич Пятин (род. 7 августа 1984, Новотроицкое, Шабалинский район, Кировская область, РСФСР, СССР) — российский военнослужащий, младший лейтенант. Герой Российской Федерации (2023).

## Биография
Родился в селе Новотроицкое Шабалинского района Кировской области.
С детства интересовался службой в Воздушно-десантных войсках России. В 2003 году начал проходить военную службу в Псковской дивизии. Участник Вторжения России на Украину.

## Семья
- Мать Валентина.
- Старший брат Сергей (который также является участником Вторжения России на Украину).
- Женат, воспитывает троих детей.

## Звания и награды
- Герой Российской Федерации (2023)[1][3][4]
- Орден Мужества (дважды)[5]
- Медаль Суворова
- Медали «За отличие в военной службе» II и III степеней